# مککیتریک (کالیفرنیا)
مککیتریک (به انگلیسی: McKittrick) یک منطقهٔ مسکونی در ایالات متحده آمریکا است که در شهرستان کرن، کالیفرنیا واقع شده‌است. مککیتریک ۶٫۷۷۸ کیلومتر مربع مساحت و ۱۱۵ نفر جمعیت دارد و ۳۲۲ متر بالاتر از سطح دریا واقع شده‌است.